# Air America (film)
Pour les articles homonymes, voir Air America.
Pour plus de détails, voir Fiche technique et Distribution.
Air America est un film américain réalisé par Roger Spottiswoode, sorti en 1990.

## Synopsis
En 1969, Billy Covington, pilote civil aux États-Unis, est privé de sa licence de vol américaine par la Federal Aviation Administration à la suite d'une faute professionnelle. Il est alors recruté par Air America, compagnie aérienne privée, émanation officieuse de la CIA et qui opère en Asie du Sud-Est pendant la guerre du Viêt Nam. Billy débarque au milieu d'une bande de pilotes plus ou moins allumés qui effectuent des ravitaillements clandestins au Laos dans des conditions souvent périlleuses. Il va se retrouver impliqué malgré lui dans un trafic d'héroïne, mis sur pied par des responsables militaires américains avec la complicité des autorités locales. Il va heureusement pouvoir compter sur l'aide de Gene Ryack, avec qui il va se lier d'amitié.

## Fiche technique
Sauf indication contraire, les informations mentionnées dans cette section peuvent être confirmées par la base de données cinématographiques IMDb,  présente dans la section « Liens externes ».
- Titre original et français : Air America
- Réalisation : Roger Spottiswoode
- Scénario : John Eskow et Richard Rush, d'après le livre Air America : The Story of the CIA's Secret Airlines  publié en 1978 par Christopher Robbins
- Musique : Charles Gross
- Photographie : Roger Deakins
- Montage : John Bloom et Lois Freeman-Fox
- Décors : Allan Cameron
- Costumes : John Mollo
- Production : Daniel Melnick (en), John Eskow, Allen Shapiro, Mario Kassar et Andrew G. Vajna
- Sociétés de production : Carolco Pictures et IndieProd Company Productions
- Distribution : TriStar (États-Unis), AMLF (France)
- Pays d'origine :  États-Unis
- Langue originale : anglais
- Budget : 35 millions de dollars
- Format : Couleurs - 2,35:1 - Dolby Surround - 35 mm
- Genre : Action, comédie et guerre
- Durée : 112 minutes
- Dates de sortie : 
  - États-Unis : 10 août 1990
  - France : 14 novembre 1990[1]

## Distribution
- Mel Gibson (VF : Jacques Frantz) : Gene Ryack
- Robert Downey Jr. (VF : Éric Herson-Macarel) : Billy Covington
- Nancy Travis : Corinne Landreaux

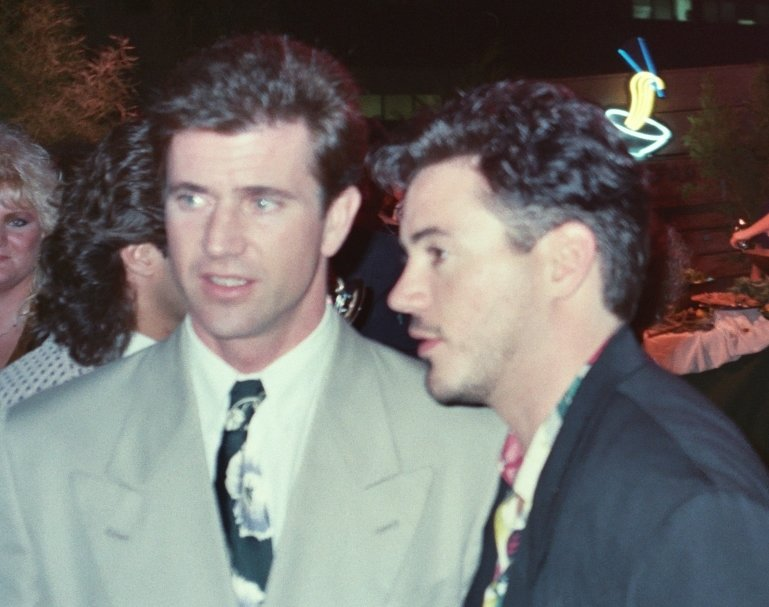
Les acteurs Mel Gibson et Robert Downey Jr. à la première mondiale du film.

- Ken Jenkins (VF : Jean-Luc Kayser) : le major Donald Lemond
- David Marshall Grant (VF : Éric Legrand) : Rob Diehl
- Lane Smith : le sénateur Davenport
- Art LaFleur (VF : Sady Rebbot) : Jack Neely
- Ned Eisenberg : Nick Pirelli
- Marshall Bell (VF : Marc Alfos) : Q. V.
- David Bowe (VF : Michel Vigné) : Saunders
- Burt Kwouk : le général Lu Soong (inspiré par Vang Pao)
- Tim Thomerson : Babo
- Harvey Jason (VF : Serge Lhorca) : Nino
- Sinjai Plengpanich : May Ling
- Natta Nantatanti : la fille de Gene
- Michael Dudikoff : le général Lee

## Production
Le film est librement inspiré du livre non-fictionnel éponyme du journaliste britannique Christopher Robbins, paru en 1979. L'ouvrage retrace l'histoire d'Air America depuis sa création lors de la Seconde Guerre mondiale jusqu'à la fin des années 1970. De nombreuses anecdotes réelles sont retranscrites à l'écran, comme les cendres du pouce coupé conservées en pendentif par l'un des pilotes, ou encore les coups de feu tirés sur la balle lors de la partie nocturne de mini-golf.
La production a bénéficié de l'aide officielle de la force aérienne royale thaïlandaise, qui a mis à sa disposition une base aérienne et du matériel américain utilisé pendant la Guerre du Viêt Nam et toujours en service à l'époque du tournage (Fairchild C-123 Provider, Pilatus PC-6, Lockheed C-130 Hercules, Bell UH-1 Huey, Schweizer 300). Ce matériel, repeint aux couleurs d'Air America, ainsi que le tournage en décors naturels et une utilisation réduite à son minimum des images de synthèse, donnent aux séquences aériennes souvent spectaculaires un cachet d'authenticité rarement atteint dans une production hollywoodienne. Le tournage des scènes de la base aérienne s'est déroulé à Mae Hong Son, ville du nord-ouest de la Thaïlande. Le spectateur attentif remarquera facilement le lac et les temples Shan si particuliers à la cité, notamment lors de la scène du survol en hélicoptère par Billy Covington comateux. Dans la réalité, cette fameuse base américaine se situait dans la vallée de Long Cheng dans l'ex zone spéciale de Xaysomboun, située au nord de Vientiane. Elle réalisa effectivement, comme indiqué dans le film, jusqu'à plus de 400 décollages par jour.

## Bande originale
La bande originale contient beaucoup de chansons de l'époque de la guerre du Viêt Nam, comme Love Me Two Times des Doors (ici reprise par Aerosmith) ou encore Gimme Shelter interprétée par The Rolling Stones. Cependant, cette dernière n'est pas présente sur l'album commercialisé par MCA Records. D'autres chansons présentes dans le film sont absentes de l'album comme Run Through the Jungle de Creedence Clearwater Revival, One More Ride et Tumbling Tumbleweeds de Sons of the Pioneers, A Horse with No Name d'America ou Come Fly with Me de Frank Sinatra.
| 1.  | Love Me Two Times                | Aerosmith                     | 3:22 |
| 2.  | Right Place, Wrong Time          | B.B. King & Bonnie Raitt      | 3:37 |
| 3.  | Long Cool Woman in a Black Dress | Charlie Sexton                | 4:15 |
| 4.  | Do It Again                      | Steely Dan                    | 5:01 |
| 5.  | Free Ride                        | Edgar Winter & Rick Derringer | 3:23 |
| 6.  | California Dreamin'              | The Mamas and the Papas       | 2:38 |
| 7.  | Baby I Need Your Loving          | The Four Tops                 | 2:44 |
| 8.  | Get Ready                        | The Temptations               | 2:38 |
| 9.  | Rescue Me                        | Fontella Bass                 | 2:53 |
| 10. | Pushin' Too Hard                 | The Seeds                     | 2:35 |

## Accueil
Le film reçoit des critiques globalement négatives. Sur l'agrégateur américain Rotten Tomatoes, il récolte 13% d'opinions favorables pour 15 critiques et une note moyenne de 3,39⁄10. Sur Metacritic, il obtient une note moyenne de 33⁄100 pour 13 critiques.
Le film n'est pas un succès au box-office. Il totalise 31 053 601 $ de recettes sur le sol américain et 33 461 269 $ dans le monde — soit environ le budget du film —. En France, Air America enregistre 299 558 entrées.

## Commentaire
La phrase « Je n'ai pas de souvenir précis sur ce point » (« I have no clear memory of that point »), répétée 115 fois (!) par le personnage Robert Diehl (basé sur Jerry Daniels (en)) lors de son procès, et qui apparaît lors du générique de fin, est une boutade directement inspirée par les propos réels tenus par le colonel Oliver North lors de son procès dans l'affaire Iran-Contra[réf. nécessaire].